# Barrmaeliaceae
Barrmaeliaceae is een familie van schimmels uit de orde Xylariales. Het typegeslacht is Barrmaelia.

## Taxonomie
In 2022, bestond het uit vier genera:
- Barrmaelia
- Entosordaria